# Gladys Cooper
Dame Gladys Constance Cooper (Londra, 18 dicembre 1888 – Henley-on-Thames, 17 novembre 1971) è stata un'attrice britannica.

## Biografia
Attrice teatrale e cinematografica, apparve in oltre 40 film e numerose serie televisive.
Il 15 maggio 1907 interpretò Eva nella prima assoluta di The Girls of Gottenberg di Ivan Caryll e Lionel Monckton al Gaiety Theatre (Londra) e nel 1908 al Teatro Adelphi (Londra). Nel 1909 fu Lady Connie nella prima assoluta di Our Miss Gibbs di Caryll e Monckton al Gaiety Theatre e Sadie Von Tromp in The Dollar Princess di Leo Fall con Lily Elsie al Daly's Theatre di Londra. Nel 1923 interpretò queen Mab in Bluebell in Fairyland di Walter Slaughter a Brighton.
Il suo esordio nel cinema risale al 1913. Fu candidata tre volte all'Oscar alla miglior attrice non protagonista, per Perdutamente tua (1942) di Irving Rapper, Bernadette (1943) di Henry King e My Fair Lady (1964) di George Cukor.

## Filmografia parziale

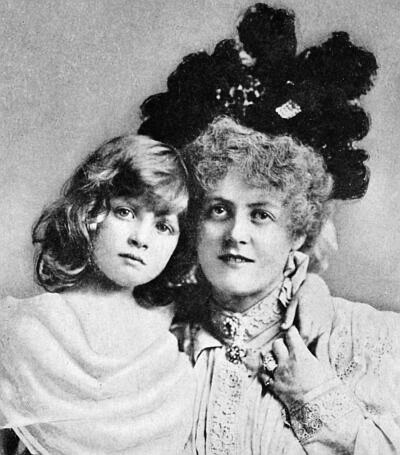
Gladys Cooper (a sinistra) e Marie Studholme (1894)

### Cinema
- Danny Donovan, the Gentleman Cracksman di Walter Waller (1914)
- Masks and Faces, regia di Fred Paul (1917)
- Unmarried, regia di Rex Wilson (1920)
- La ragazza di Boemia (The Bohemian Girl) di Harley Knoles (1922)
- Il duca di ferro (The Iron Duke), regia di Victor Saville (1934)
- Rebecca - La prima moglie (Rebecca), regia di Alfred Hitchcock (1940)
- Kitty Foyle, ragazza innamorata (Kitty Foyle), regia di Sam Wood (1940)
- Il grande ammiraglio (That Hamilton Woman), regia di Alexander Korda (1941)
- Sono un disertore (This Above All), regia di Anatole Litvak (1942)
- Perdutamente tua (Now, Voyager), regia di Irving Rapper (1942)
- Per sempre e un giorno ancora (Forever and a Day), regia di Edmund Goulding e Cedric Hardwicke (1943)
- La dama e l'avventuriero (Mr. Lucky), regia di Henry C. Potter (1943)
- Sua Altezza è innamorata (Princesse O'Rourke), regia di Norman Krasna (1943)
- Bernadette (The Song of Bernadette), regia di Henry King (1943)
- Le bianche scogliere di Dover (The White Cliffs of Dover), regia di Clarence Brown (1944)
- La signora Parkington (Mrs. Parkington), regia di Tay Garnett (1944)
- La valle del destino (The Valley of Decision), regia di Tay Garnett (1945)
- Gli amanti del sogno (Love Letters), regia di William Dieterle (1945)
- Anni verdi (The Green Years), regia di Victor Saville (1946)
- Felicità proibita (Beware of Pity), regia di Maurice Elvey (1946)
- Il delfino verde (Green Dolphin Street), regia di Victor Saville (1947)
- La moglie del vescovo (The Bishop's Wife), regia di Henry Koster (1947)
- Il pirata (The Pirate), regia di Vincente Minnelli (1948)
- La lunga attesa (Homecoming), regia di Mervyn LeRoy (1948)
- Il giardino segreto (The Secret Garden), regia di Fred M. Wilcox (1949)
- Madame Bovary, regia di Vincente Minnelli (1949)
- La campana del convento (Thunder on the Hill), regia di Douglas Sirk (1951)
- I figli dei moschettieri (At Sword's Point), regia di Lewis Allen (1952)
- L'uomo che amava le rosse (The Man Who Loved Redheads), regia di Harold French (1955)
- Tavole separate (Separate Tables), regia di Delbert Mann (1958)
- I cinque volti dell'assassino (The List of Adrian Messenger), regia di John Huston (1963)
- My Fair Lady, regia di George Cukor (1964)
- Il più felice dei miliardari (The Happiest Millionaire), regia di Norman Tokar (1967)
- Candida dove vai senza pillola? (A Nice Girl Like Me), regia di Desmond Davis (1969)

### Televisione
- The Alcoa Hour – serie TV, episodio 1x21 (1956)
- Alfred Hitchcock presenta (Alfred Hitchcock Presents) – serie TV, episodio 2x22 (1957)
- Avventure in paradiso (Adventures in Paradise) – serie TV, episodio 1x03 (1959)
- The Dick Powell Show – serie TV, episodio 2x08 (1962)
- Ai confini della realtà (The Twilight Zone) – serie TV, episodi 3x16-4x17-5x19 (1962-1964)
- Going My Way – serie TV, episodio 1x27 (1963)
- La legge di Burke (Burke's Law) – serie TV, episodio 1x07 (1963)
- L'ora di Hitchcock (The Alfred Hitchcock Hour) – serie TV, episodi 1x16-3x11 (1963-1964)
- Gli inafferrabili (The Rogues) – serie TV, 25 episodi (1964-1965)
- Ben Casey – serie TV, episodio 5x05 (1965)
- Agenzia U.N.C.L.E. (The Girl from U.N.C.L.E.) – serie TV, episodio 1x12 (1966)
- Corri e scappa Buddy (Run Buddy Run) – serie TV, episodio 1x05 (1966)
- Attenti a quei due (The Persuaders!) – serie TV, episodio 1x22 (1972)

## Doppiatrici italiane
Nelle versioni in italiano delle opere in cui ha recitato, Gladys Cooper è stata doppiata da:
- Giovanna Scotto in Bernadette, Gli amanti del sogno, La campana del convento, Il più felice dei miliardari (dialoghi)[1]
- Lola Braccini ne Le bianche scogliere di Dover, Anni verdi, Il delfino verde
- Clara Ristori in Rebecca - La prima moglie, La signora Parkington
- Lia Orlandini ne Il giardino segreto, Madame Bovary
- Tina Lattanzi ne I figli dei moschettieri, Tavole separate
- Wanda Tettoni in My Fair Lady, L'ora di Hitchcock
- Delia Fenzi ne Il più felice dei miliardari (canto)
- Franca Dominici ne La moglie del vescovo (ridoppiaggio)
- Rosetta Calavetta ne Il pirata (doppiaggio tardivo)
- Mila Vannucci in Perdutamente tua (ridoppiaggio)
- Miranda Bonansea ne La dama e l'avventuriero (ridoppiaggio)

## Riconoscimenti
- Premi Oscar 1943 - Candidatura all'Oscar alla miglior attrice non protagonista per Perdutamente tua
- Premi Oscar 1944 - Candidatura all'Oscar alla miglior attrice non protagonista per Bernadette
- Premi Oscar 1965 - Candidatura all'Oscar alla miglior attrice non protagonista per My Fair Lady